# Bedford TJ
Bedford TJ to średniej wielkości samochód ciężarowy produkowany przez brytyjska firma Bedford w Dunstable w latach 1958–1998.

## Historia i opis modelu

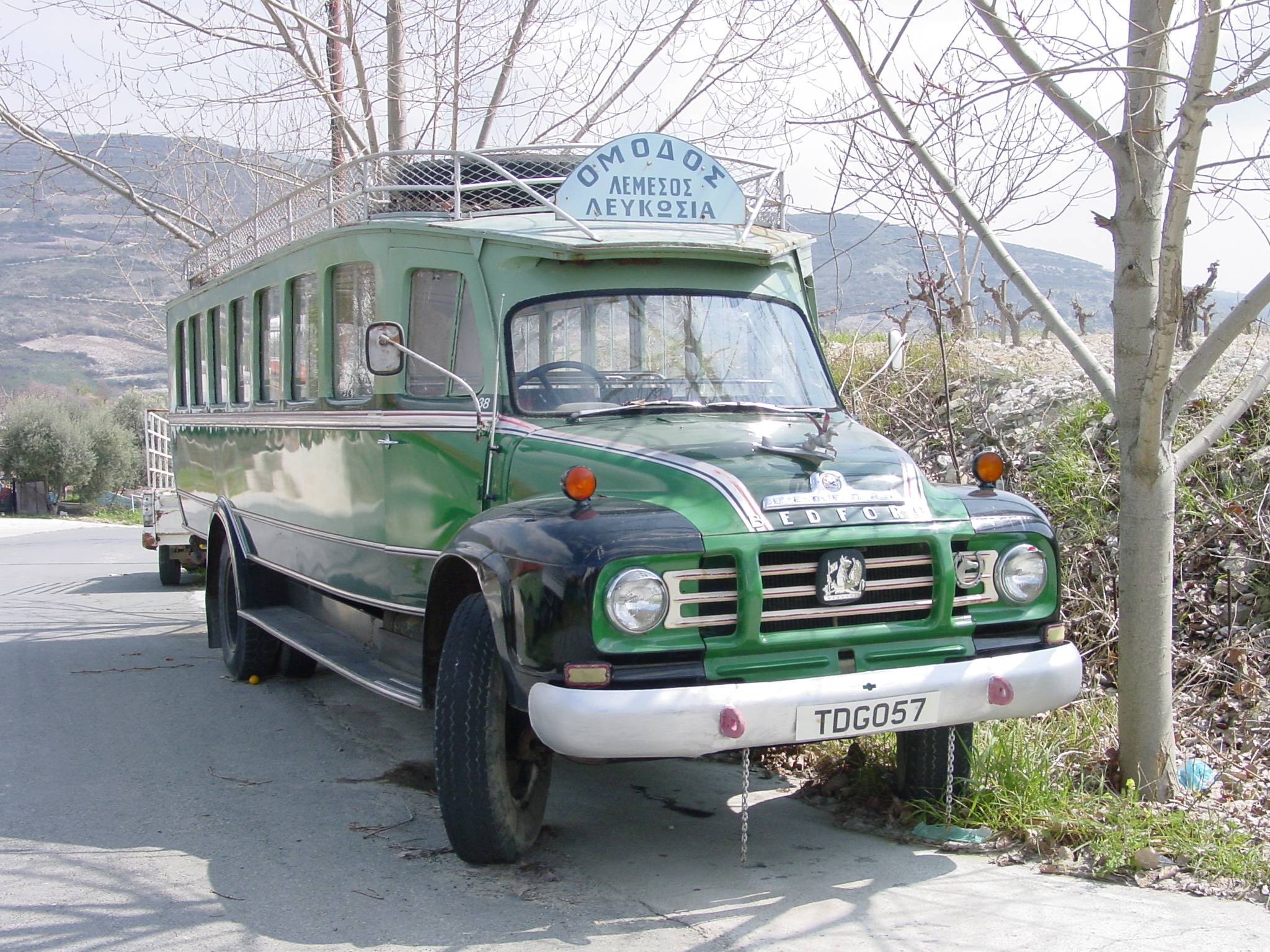
Autobus Bedford J6 z 1975 roku

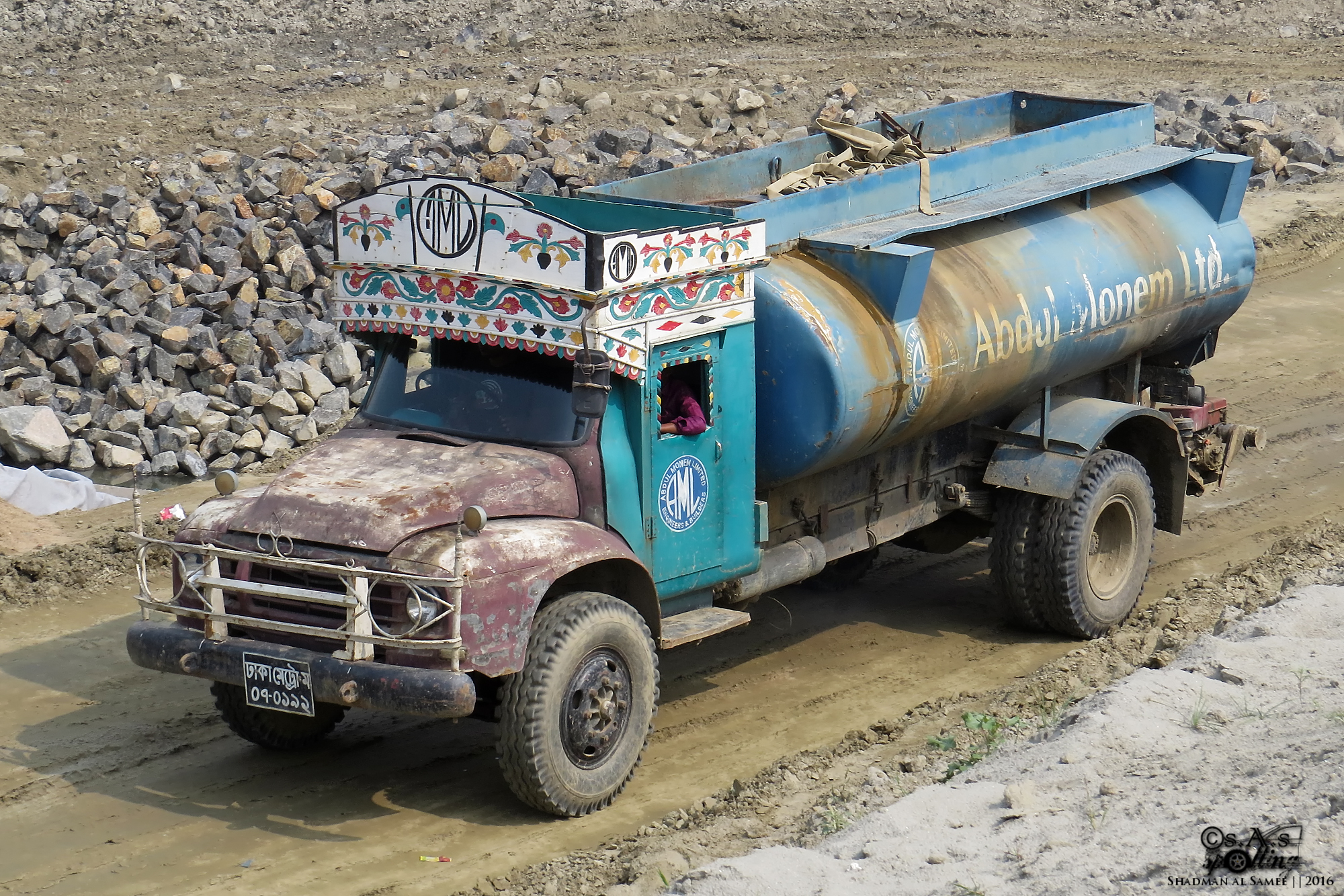
1992 Bedford J7 w Bangladeszu

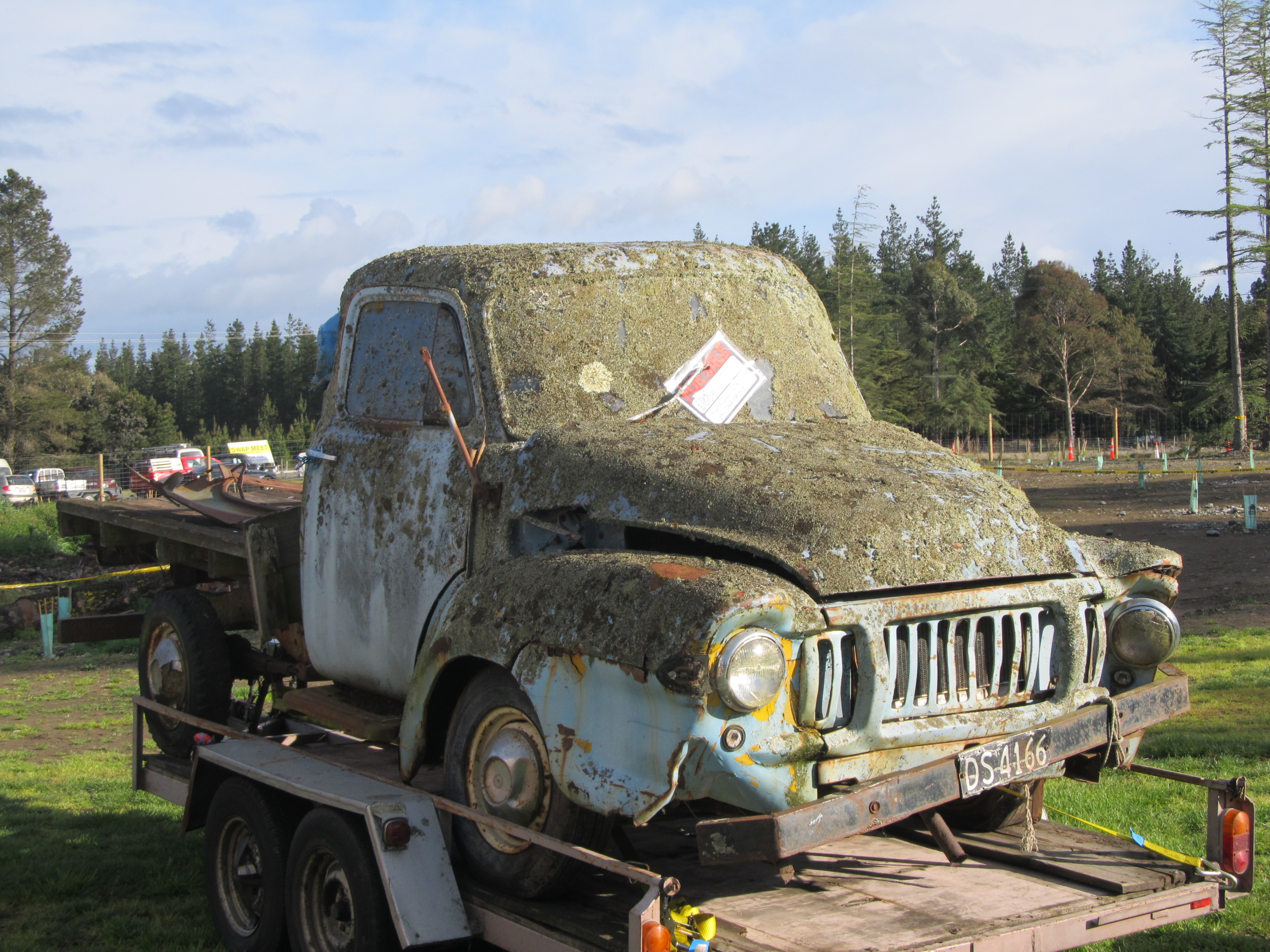
1959 Bedford J0

Bedford TJ to średniej wielkości ciężarówka produkowana przez Bedford w Dunstable. Jest to zmodernizowana wersja poprzedniej ciężarówki Bedford TD, różniąca się od niej jedynie przeprojektowaną kabiną. Podwozie, skrzynia biegów i silniki pozostały bez zmian. Wbrew początkowym przewidywaniom Bedforda, Bedford TJ nie cieszył się tak dużą popularnością na rynku krajowym, jak jego poprzednik. Wynikało to z faktu, że w tym czasie w Europie, a zwłaszcza w Wielkiej Brytanii, ciężarówki z maską traciły na popularności. Dodatkowo, stale przestarzała konstrukcja nie sprzyjała temu trendowi. Dużymi odbiorcami w Wielkiej Brytanii były jedynie telefony AA i Post Office. W szczególności firma Holland's Pies w Lancashire korzystała z dużej floty furgonetek TJ aż do lat 80. XX wieku, wyróżniając się tym, że były utrzymywane w bardzo dobrym stanie. To sprawiło, że TJ był często nazywany w Lancashire „furgonetką Holland's Pie”. W 1976 roku model TJ został wycofany z rynku brytyjskiego. Zastąpiły go cięższe wersje nowocześniejszego Bedford CF, produkowanego już od 1969 roku. Mimo to TJ cieszył się dużą popularnością na rynkach eksportowych, w szczególności w krajach rozwijających się, ze względu na niską cenę, niezawodność i trwałość. W rezultacie sprzedaż w takich krajach jak Indie, Pakistan, Afryka, Bangladesz, Trynidad i Malta była nadal bardzo duża. W Australia i Nowa Zelandia ciężarówka nadal cieszyła się popularnością, ale ostatecznie wycofano ją w latach 80. ze względu na nowe przepisy i konkurencję ze strony nowocześniejszych modeli. Model TJ cieszył się popularnością także na Cypr, gdzie często przerabiano go na autobus. W 1986 roku Bedford przeszedł reorganizację. Zakład w Luton został przebudowany, aby produkować lekkie ciężarówki i pojazdy z napędem na cztery koła marki Isuzu pod marką Bedford, przeznaczone do sprzedaży na Wyspy Brytyjskie. Zakład w Dunstable został sprzedany biznesmenowi Davidowi JB Brownowi i przemianowany na AWD Trucks. W 1992 roku AWD Trucks został sprzedany firmie Marshall Aerospace, która przeniosła całą produkcję do Cambridge. W 1998 roku wyprodukowano ostatnią partię 100 ciężarówek TJ na eksport do Kenia.

### Wersje
- J0 – najlżejsza wersja ciężarówki, ładowność 500 kg. Posiadała silnik L6 2,6 litra z Vauxhall Cresta.
- J1 - samochód ciężarowy o średniej ładowności i ładowności 1 tony.
- J2 - samochód ciężarowy o średniej ładowności i ładowności 2,6 tony.
- J3 - samochód ciężarowy o średniej ładowności i ładowności 3 ton.
- J4 - samochód ciężarowy o średniej ładowności i ładowności 4 ton.
- J5 - samochód ciężarowy średniej ładowności o ładowności 5 ton.
- J6 - samochód ciężarowy średniej ładowności o ładowności 6 ton.
- J7 - samochód ciężarowy średniej ładowności o ładowności 7 ton.
- J8 - samochód ciężarowy średniej ładowności o ładowności 8 ton.

### Silniki
- Silnik benzynowy L6 o pojemności 2,6 litra[5]
- Silnik benzynowy L6 o pojemności 3,5 litra
- Silnik wysokoprężny L4 o pojemności 3,1 litra
- Silnik wysokoprężny L6 o pojemności 4,1 litra